# Vladimir Lisin
Vladimir Lisin (Ivanovo, 7 de maio de 1956) é um empresário russo, atual presidente da Novolipetsk Steel.
Em março de 2011 a revista Forbes o considerou como a pessoa mais rica da Rússia com uma fortuna estimada em 24 bilhões de dólares.